# 成子寮
成子寮，原寫為成仔藔，是台灣新北市五股區的一個地名，位於該區東北部，範圍大致包括成州里塭子圳以西的北大半部、成德里塭子圳以西、集福里、集賢里北大半部。

## 歷史
台灣清治末期至日治前期，成子寮地區為一街庄，稱為「成仔藔庄」，隸屬於八里坌堡。該庄北與大八里坌庄為鄰，東隔淡水河與嗄嘮別、中洲埔庄為鄰，東南隔塭子圳與更藔庄為鄰，南邊為洲仔庄，西邊為觀音坑庄。
1920年（日治大正九年），該庄改制並雅化為「成子寮」大字，隸屬於臺北州新莊郡五股庄，大字下有「成子寮」、「獅子頭」、「北勢坑」小字名。戰後五股庄改制為五股鄉，隸屬於臺北縣，大字亦改制為村。2010年12月臺北縣改制為新北市，五股鄉改制為五股區，村改制為里。

## 交通
縣道103號（成泰路四段）經過成子寮地區東部，往北可前往八里，往東南可前往蘆洲、三重。縣道107號（成泰路三段）以成子寮地區為起訖點，往南可前往泰山、樹林。
省道台64線即東西向快速公路八里新店線，有經過本地區南部，最近的交流道為「五股二交流道」，位在更寮地區。

## 學校
- 成州國小